# Metodistkyrkan i Sverige

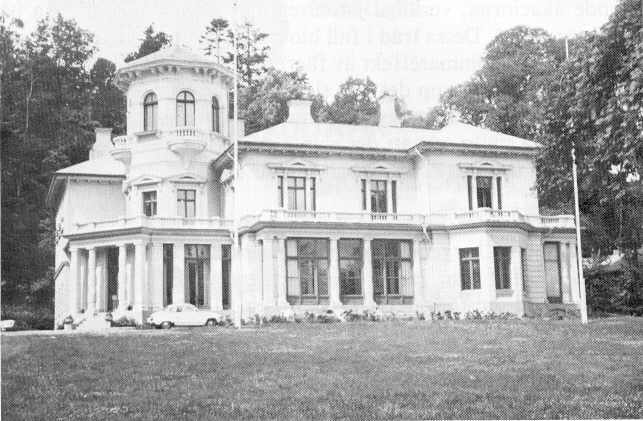
Metodistkyrkans teologiska seminarium på Överås i Göteborg

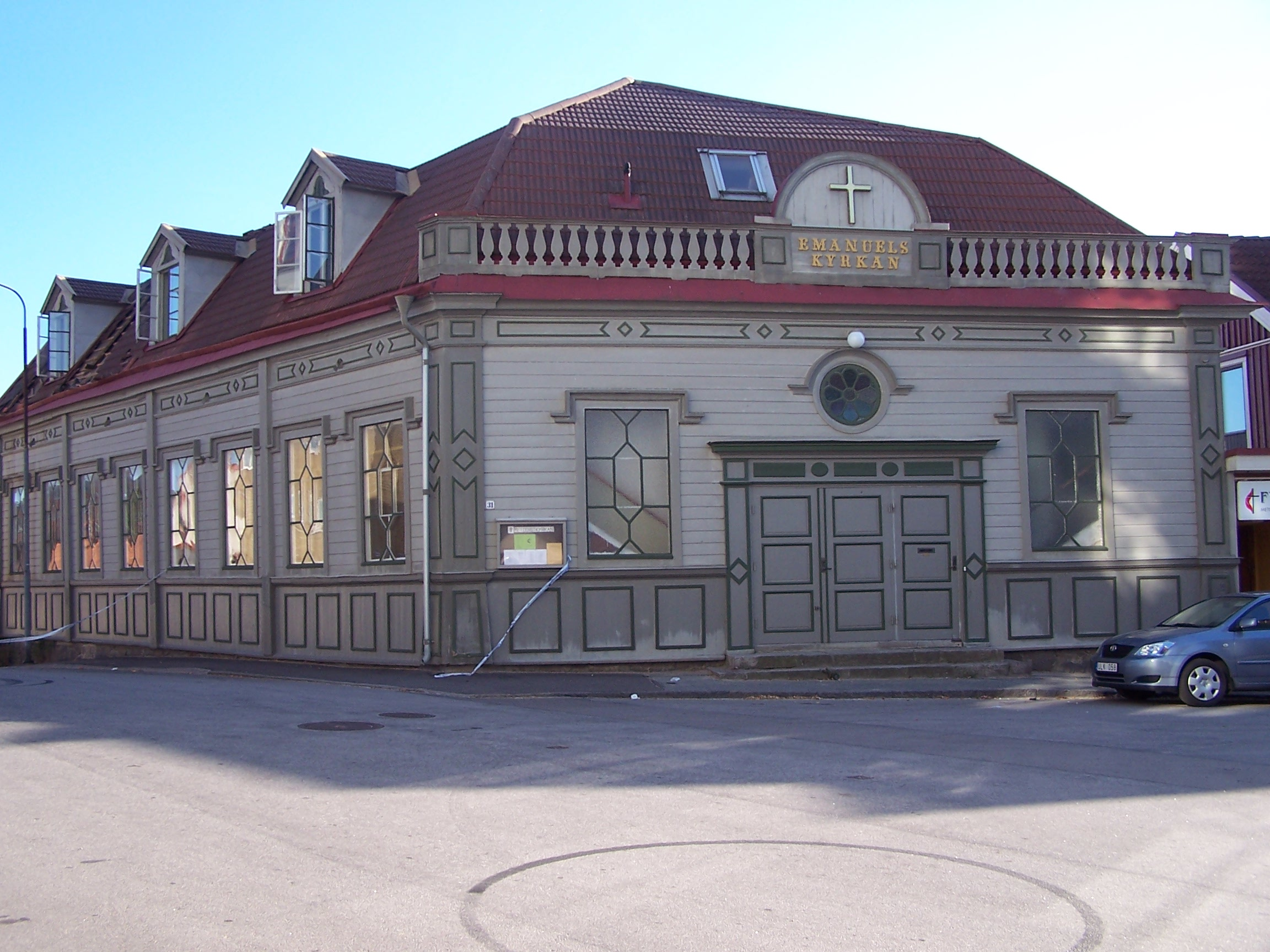
Sveriges första byggda metodistkyrka: Emanuelskyrkan i Karlskrona

Metodistkyrkan i Sverige var ett svenskt kristet frikyrkligt samfund, som numera ingår i Equmeniakyrkan. Det var den svenska delen av Förenade Metodistkyrkan.

## Historia
Den brittiska formen av metodism hade först kommit till Sverige i mindre skala under 1820-, 1830- och början av 1840-talet, men den större spridningen skedde från 1860-talet genom svenska sjömän som återvände från Amerika där de anslutit sig till metodismen i dess amerikanska form. Metodistiska församlingar bildades framför allt i kuststäder och på Gotland. Metodistkyrkan i Sverige etablerades 1868. Tidiga metodistförsamlingar och kapell/kyrkor var Kalmar metodistförsamlings kapell (församlingen 1868, kapellet/kyrkan 1868), Emanuelskyrkan i Karlskrona (1868?, 1870), Vallda metodistkapell väster om Kungsbacka (1867?, 1872), samt S:t Paulskyrkan i Stockholm (1868, 1876). Metodistkyrkan blev 1876 av staten erkänt som trossamfund.
Metodistkyrkan i Sverige hade sin största anslutning i början av 1900-talet, då över 17 000 personer var medlemmar. Under senare år har medlemsantalet minskat och ligger nu på mellan 4 000 och 5 000 (enligt en annan uppgift år 2009: 6 436 medlemmar).
Kyrkans tidning Svenska sändebudet startades 1882 med ett provnummer 1881 samt Lilla Sändebudet som föregångare 1868-1881.
Den nationella kyrkans beslutande organ, årskonferensen, sammanträdde årligen med biskopen som ordförande. Årskonferenser hölls 2005 i Göteborg, 2006 i Oskarshamn och 2007 i Norrköping. 

### Equmeniakyrkan
Den 5 juni 2011 beslutades att bilda det gemensamma samfundet Equmeniakyrkan tillsammans med Svenska missionskyrkan och Svenska baptistsamfundet och sammanslagningen skedde formellt 1 jan 2013.  

### Fristående metodister efter 2013
Den 11 maj 2013 meddelades att ett hundratal metodister valt att inte gå med i Equmeniakyrkan, utan bildat föreningen Metodister i Sverige (MiS). Den utgör en del av Finlands svenska metodistkyrka och målet är att bilda nya församlingar runt om i Sverige. 2013 fanns de båda metodistförsamlingarna i Laxå och Östersund, samt husgrupper i bland annat Stockholm och Kållered (Mölndal). Sedan 2017 finns också en grupp i Huskvarna. Enligt MiS webbplats finns (2024) även en grupp i Nybro.

### Pastorsutbildning
År 1924 till 2007 bedrev Metodistkyrkan Teologiskt seminarium i Överås i Göteborg. Pastorsutbildning bedrevs därefter från 2008 och fram till bildandet av Equmeniakyrkan 2011 gemensamt med Svenska baptistsamfundet och Svenska missionskyrkan vid Teologiska högskolan i Bromma.

## Barn och ungdom
Metodistkyrkans ungdomsförbund (MKU) uppgick 2007 i federationen Equmenia tillsammans med Svenska baptisternas ungdomsförbund och Svenska missionskyrkans ungdom.
Kopplat till Metodistkyrkan var också Föreningen för Vård och Fostran av Barn och Ungdom (FVBU).

## Internationellt
Metodistkyrkan i Sverige ingick i Förenade Metodistkyrkans stift innefattande metodistkyrkorna i Sverige, Norge, Danmark, Finland, Estland, Lettland och Litauen. Biskopssätet låg i Köpenhamn. Från 2009 var Christian Alsted stiftets biskop. 
Stiftets beslutande organ, Centralkonferensen, sammanträder vart fjärde år. Centralkonferenserna hölls 2008 i Strandby i Danmark och 2012 i Kaunas i Litauen.